# Šlomi
Šlomi (hebrejsky שְׁלוֹמִי‎, v oficiálním přepisu do angličtiny Shelomi, přepisováno též Shlomi) je místní rada (malé město) v Izraeli, v Severním distriktu.

## Geografie
Leží v nadmořské výšce 92 m, na západním úbočí svahů Horní Galileje poblíž hranic s Libanonem. Město se nachází přibližně 115 km severoseverovýchodně od centra Tel Avivu a 32 km severoseverovýchodně od centra Haify. Je situováno na jižním úpatí hřbetu Reches ha-Sulam, který vybíhá ze západní Galileje až k moři a odděluje pobřežní planinu od území Libanonu. Severně od obce prochází tok vádí Nachal Chanita. Na jižní straně je to vádí Nachal Becet, které sem vstupuje z údolí Bik'at Šefa.
Šlomi je situován v hustě osídleném a intenzivně zemědělsky využívaném pásu, přičemž osídlení v tomto regionu je etnicky smíšené. Vlastní Šlomi obývají Židé, stejně jako většinu zemědělských obcí v pobřežní planině včetně nedalekého města Naharija. Většinově židovský je i pás osad podél hranic s Libanonem. Směrem na jihovýchod, ve vnitrozemí Galileje, ale začíná region s demografickou převahou izraelských Arabů.
Na dopravní síť je Šlomi napojen pomocí dálnice číslo 70 z Haify. Z ní zde odbočuje k západu lokální silnice číslo 899 vedoucí do k pobřeží Středozemního moře a Roš ha-Nikra.

## Dějiny
Šlomi byl založen v roce 1950. Název obce odkazuje na biblickou postavu Achíhuda, syna Šlomiho, z kmene Ašerovců, kterého zmiňuje kniha Numeri 34,27
Už v roce 1949 se zde, poblíž opuštěné arabské vesnice al-Bassa (viz níže) usadili židovští přistěhovalci v provizorním táboře Ma'abara. V roce 1950 se tento tábor proměnil na trvalé sídlo nazvané Šlomi. Prvními osadníky byli židovští imigranti z Indie, Jemenu a Jugoslávie. Po roce 1956 do nového města zamířila nová přistěhovalecká vlna, tentokrát Židů původem ze severní Afriky.
Šlomi vznikl jako takzvané Rozvojové město, které mělo zajistit rychlé ubytování pro přistěhovalce, kteří po vzniku státu Izrael dorazili do země, a posílit demograficky židovskou přítomnost v periferních částech státu. V roce 1960 byl Šlomi povýšen na místní radu (malé město). Počátkem 70. let 20. století se ale přiznává, že záměr učinit z Šlomi větší městské sídlo selhal.
Šlomi si i v současnosti udržuje vysoký podíl nových přistěhovalců (20 % celkové populace). Ekonomika je založena na dvou průmyslových zónách, rozvíjí se turistický ruch. Velká část obyvatel za prací dojíždí mimo obec. Kvůli blízkosti hranice s Libanonem je město periodicky vystaveno útokům. V březnu 2002 zastřelili dva teroristé přestrojení za vojáky izraelské armády 6 lidí na silnici mezi Šlomi a kibucem Macuva. Během druhé libanonské války bylo město ostřelováno z Libanonu. V lednu 2008 sem dopadly z Libanonu vypálené dvě rakety Kaťuša.
Nedaleko nynějšího města se do roku 1948 rozkládala velká arabská vesnice al-Bassa (אל-בצה), která navazovala na místo ve starověku nazývané Bissa. Za Římanů nesla jméno Bezeth. Arabská vesnice zde vznikla po porážce křižáků ve středověku. V 1. polovině 20. století stály v al-Bassa chlapecká a dívčí základní škola, dvě mešity a dva křesťanské kostely, z nichž jeden se zachoval do současnosti. V 19. století měla al-Bassa cca 1000 obyvatel, v roce 1931 už 2000 a v roce 1948 zde žily přes 3000 lidí. Toho roku v květnu, během první arabsko-izraelské války, byla vesnice dobyta Haganou v rámci Operace Ben Ami. Obec byla vysídlena a její obyvatelé z většiny odešli do Libanonu. Zástavba vesnice byla z větší části zbořena.

## Demografie
Podle údajů z roku 2005 tvořili Židé 93,2 % populace Šlomi a včetně "ostatních" tedy nearabských obyvatel židovského původu ale bez formální příslušnosti k židovskému náboženství 99,3 %. Jde o menší sídlo městského typu se setrvalým populačním růstem. K 31. prosinci 2014 zde žilo 6300 lidí.
| Rok            | 1955 | 1961  | 1972  | 1983  | 1995  | 2002  | 2003  | 2004  | 2005  | 2006  | 2007  | 2008  | 2009  | 2010  | 2011  | 2012  | 2013  | 2014  |
| -------------- | ---- | ----- | ----- | ----- | ----- | ----- | ----- | ----- | ----- | ----- | ----- | ----- | ----- | ----- | ----- | ----- | ----- | ----- |
| Počet obyvatel | 200  | 1 658 | 1 875 | 2 300 | 3 031 | 5 200 | 5 200 | 5 400 | 5 400 | 5 500 | 5 600 | 5 668 | 5 953 | 6 000 | 6 100 | 6 200 | 6 200 | 6 300 |